# IWI Tavor X95
El IWI X95 (anteriormente conocido como Micro-Tavor, MTAR o MTAR-21) es un fusil de asalto bullpup israelí diseñado y producido por Israel Weapon Industries (IWI) como parte de la familia de fusiles Tavor, junto con el Tavor TAR y el Tavor 7. IWI US ofrece el rifle sólo en configuración semiautomática como Tavor X95.
En noviembre de 2009, el X95 fue seleccionado como la nueva arma estándar de la infantería israelí de las Fuerzas de Defensa de Israel.

## Diseño

Soldados de las FDI con el X95 en el área de Hebrón.

El X95 se distingue fácilmente del TAR-21 (así como del CTAR-21, STAR-21 y GTAR-21) por la ubicación de su empuñadura de carga. La empuñadura de carga del X95 está más cerca de la empuñadura de la pistola, mientras que la del TAR-21 está más cerca de la boca del cañón. El X95 también cuenta con una culata rediseñada y un liberador de cargador cerca de la empuñadura de la pistola.
Con el uso de un kit de conversión relativamente sencillo, el X95 puede convertirse de un fusil de asalto de 5,56 mm a un subfusil de 9 mm. También se puede acoplar un supresor, como parte del kit de conversión a 9 mm, o como parte de un guardamanos de repuesto que integra el freno de boca, el supresor y el guardamanos. El X95 también tiene su propio lanzagranadas bajo el cañón, el X95 GL 40.  Un modelo de producción descatalogado del X95, el X95-GL tenía la capacidad de montar un lanzagranadas M203 en un cañón con muescas extendido.
Cuando está configurado en 9 mm, el X95 utiliza un sistema de retroceso para hacer circular la munición, a la vez que utiliza el mismo cuerpo que el sistema de rifle accionado por gas. Utiliza cargadores Colt 9 mm SMG. Puede montarse un supresor que permite utilizar tanto cargas supersónicas como subsónicas. El cañón es de la misma longitud que el de la configuración de rifle, pero tiene una torsión de estriado de 1:10 para estabilizar el pesado proyectil de 9 mm.
A partir de la primavera de 2020, todos los nuevos 5,56 × 45 mm OTAN X95 de producción se actualizaron con el mecanismo de retroceso .300 AAC Blackout.
En comparación con la carabina M4 de 890 mm (35 pulgadas) de largo (con la culata extendida) con un cañón de 368 mm (14,5 pulgadas), el X95 mide 580 mm (22,8 pulgadas), 640 mm (25,2 pulgadas) o 670 mm (26,4 pulgadas) de largo, con un cañón de 330 mm (13 pulgadas), 380 mm (15 pulgadas) o 419 mm (16,5 pulgadas), respectivamente.

## Variantes

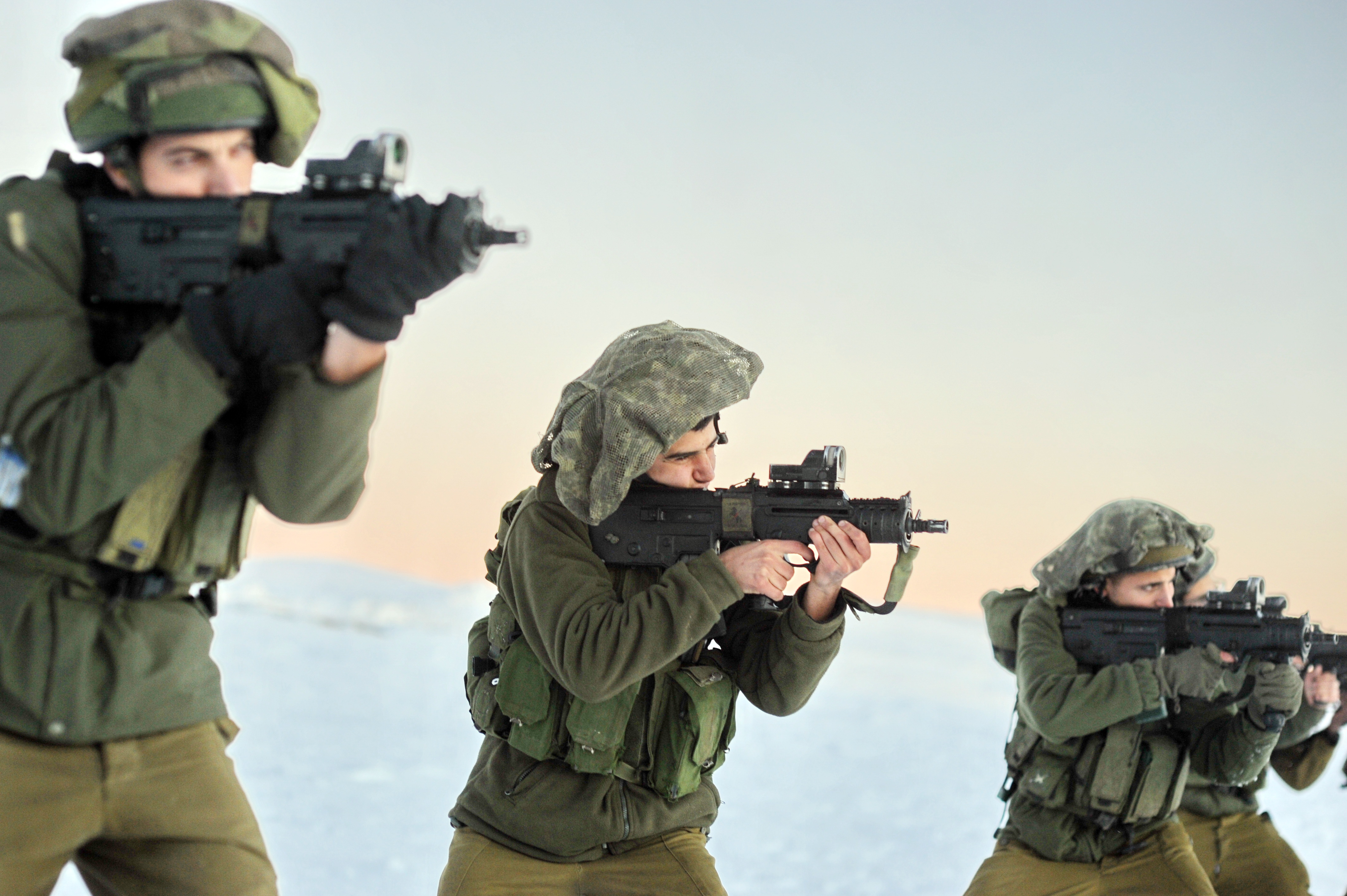
Soldados de las FDI con el X95 en el monte Hermón.

Hay tres guardamanos diferentes disponibles actualmente para el X95: el primero es redondeado para poder montar el supresor dentro del guardamanos, y actualmente sólo está disponible para uso militar; el segundo es rectangular con raíles integrados en las posiciones de las 3, las 6 y las 9 en punto, y tiene cubiertas de raíl desmontables; y el tercero es una versión alargada del segundo, fabricado para los Tavor X95 estadounidenses de IWI. El guardamanos redondeado tenía originalmente raíles Picatinny separados en el receptor y en el guardamanos, pero IWI ha fabricado un raíl flattop de longitud completa y un raíl inferior para él; los otros dos guardamanos tienen raíles flattop integrados.
El X95 viene con la opción de cambiar la empuñadura de la pistola por el guardamonte estándar Tavor Talon, un guardamonte tradicional, o cualquier accesorio compatible de terceros.
El X95 viene en un número de variantes (incluyendo):

### X95

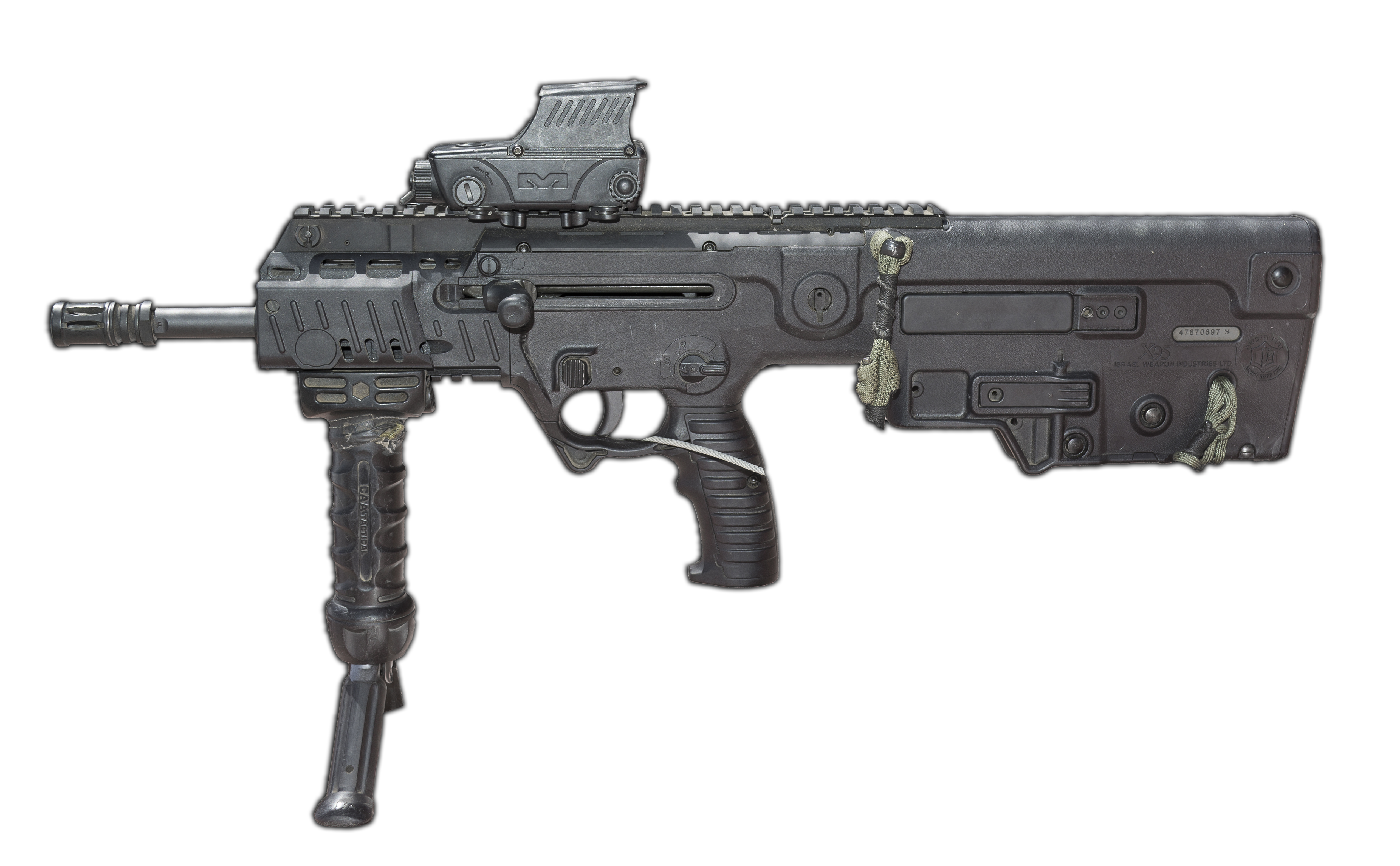
Una vista del lado izquierdo del X95 flattop 380 de las Fuerzas de Defensa de Israel

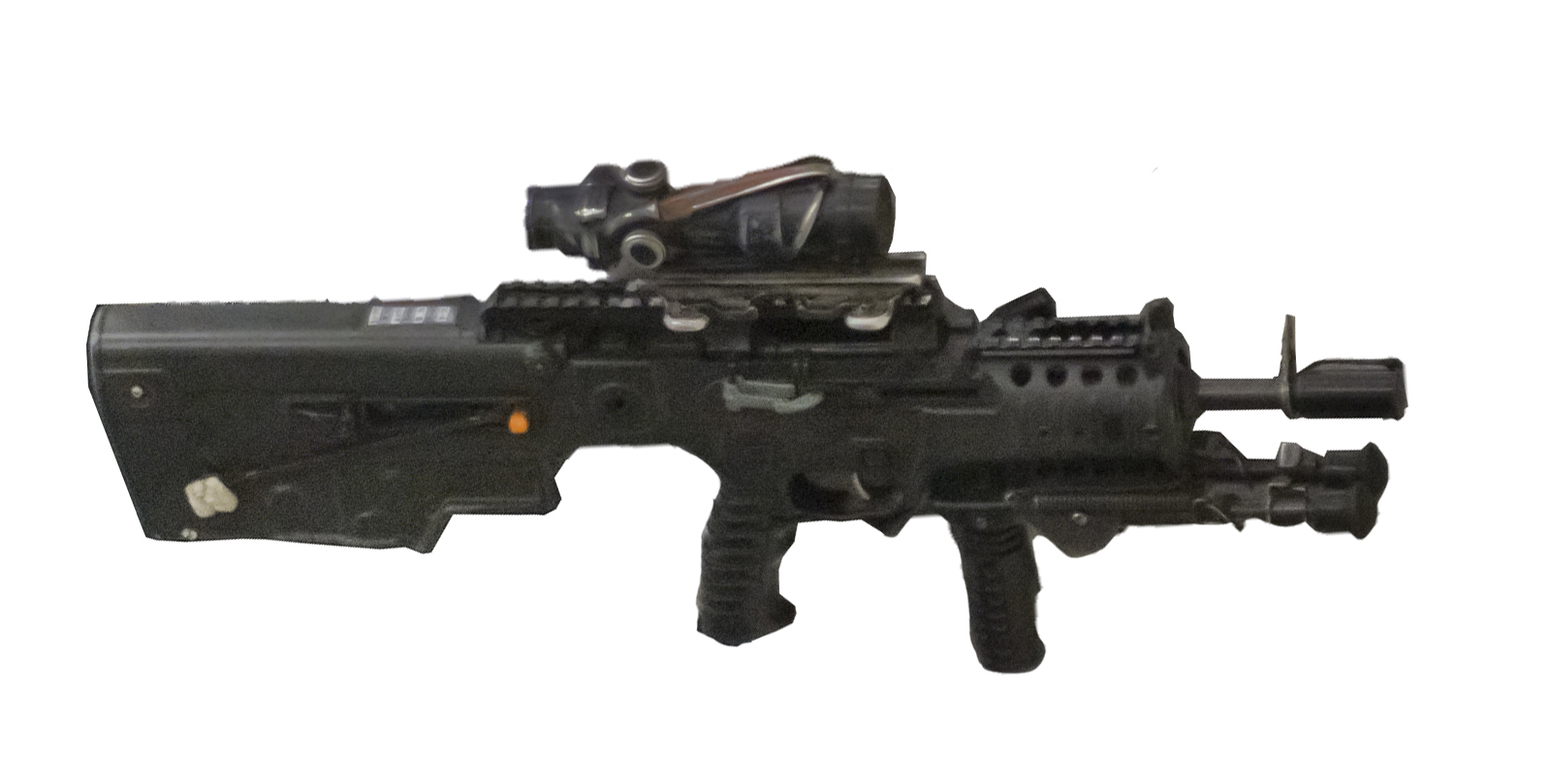
Una vista del lado derecho del X95-L

El X95 tiene recámara de 5,56×45 mm OTAN o .300 AAC Blackout. La configuración .300 BLK incorpora un regulador de gas para cargas supersónicas y subsónicas.
- X95 330: configuración de carabina con un cañón de 330 mm (13 pulgadas) y una longitud total de 580 mm (22,8 pulgadas).
- X95 380: configuración de fusil de asalto con un cañón de 380 mm (15 in) y una longitud total de 640 mm (25,2 in), fuera de producción y sustituido por el X95 419
- X95 419: configuración de fusil de asalto con un cañón de 419 mm (16,5 in) y una longitud total de 670 mm (26,4 in)
- X95-L: una variante semiautomática del X95 destinada al uso como tirador por parte de las IDF. Incorpora un cañón de 420 mm (16,5 pulgadas), un bípode integrado y una mira de largo alcance[8]
- X95-GL: una variante del X95 (todavía en servicio en las IDF, pero no en producción) que tiene la capacidad de montar un lanzagranadas M203 en su cañón con muescas más largo. Desde entonces ha sido sustituido por el lanzagranadas IWI GL 40, que puede montarse en el actual X95 de cañón plano estándar sin necesidad de modificaciones ni herramientas adicionales[9]

#### X95-R
El X95-R tiene recámara de 5,45×39 mm y puede recargarse fácilmente a los otros tres calibres que ofrece IWI.
- X95-R 330: configuración de carabina con un cañón de 330 mm y una longitud total de 580 mm.
- X95-R 419: configuración de fusil de asalto con un cañón de 419 mm (16,5 pulgadas) y una longitud total de 670 mm (26,4 pulgadas).

#### X95 SMG

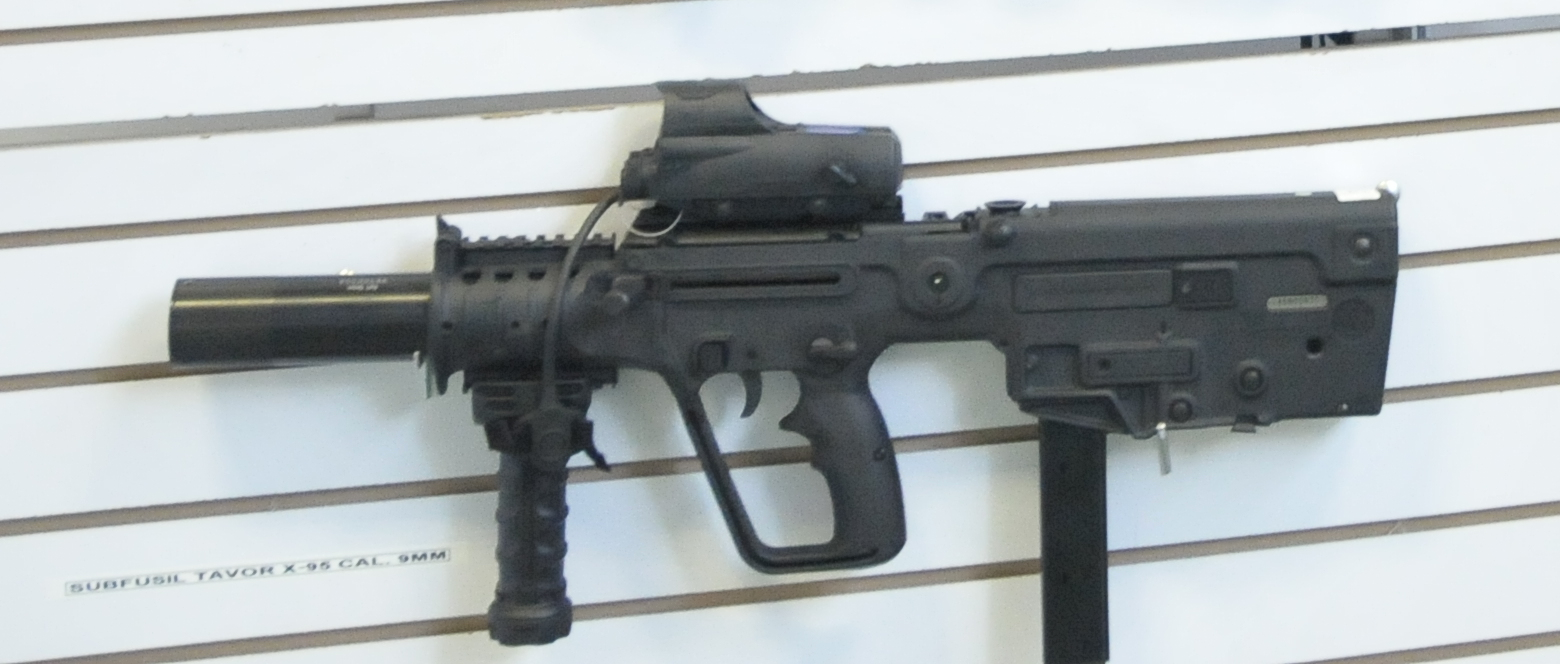
Una vista del lado izquierdo del X95-S SMG

El X95 SMG tiene recámara de 9×19 mm Parabellum y también está disponible como kit de conversión.
- X95 SMG: variante de subfusil con un cañón de 279 mm (11,0 pulgadas) y una longitud total de 580 mm (22,8 pulgadas).
- X95-S SMG: Una variante del X95 SMG con supresión integral del disparo, con un cañón de 279 mm (11,0 in) y una longitud total de 650 mm (25,6 in).

#### Variantes con licencias
- Fort-223: Versión de producción ucraniana del X95 330, fácilmente convertible en el X95 SMG o X95-S SMG, fabricado por RPC Fort.[10]
- Fort-224: versión ucraniana del X95-R 330 fabricada por RPC Fort..[10]

### Variantes civiles

#### IWI de EEUU
Todos los Tavor X95 vendidos en el mercado civil estadounidense son semiautomáticos y vienen con un guardamanos alargado y una cantonera más gruesa para cumplir con las leyes sobre armas de fuego de EE. UU.
- XB13SBR: versión estadounidense del X95 419, con una longitud total de 579 mm.
- XB16: versión estadounidense de la X95 419, con una longitud total de 664 mm.
- XB16L: una XB16 con mandos para zurdos preinstalados.
- XB16-BLK: XB16 con cañón recargado en .300 AAC Blackout.
- XB17-9: carabina de calibre 9×19 mm con un cañón de 430 mm y una longitud total de 663,6 mm.
- XB18: rifle de 5,56×45 mm con cañón de 470 mm y una longitud total de 714,4 mm.
- XB18RS: fusil de 5,56×45 mm con un cañón de 470 mm (18,5 in) y una longitud total de 770 mm (30,5 in); freno de boca permanente integrado y cargador de 10 cartuchos para cumplir con las leyes de determinados estados. ("RS" significa Estado Restringido).

Nota: IWI US vende los Tavor X95 en una variedad de colores, incluyendo Negro (B), Tierra Oscura Plana (FD), y Verde OD (G); la letra "B" en las designaciones de los rifles puede ser cambiada por cualquiera de las otras letras de color.

#### IWI Canada
Todas las Tavor X95 vendidas en el mercado civil canadiense son semiautomáticas y están disponibles en las clasificaciones "restringida" y "no restringida". Los modelos "restringidos" tienen un cañón de 330 mm (13,0 pulgadas) y se comercializaron a partir de 2021. Sólo están disponibles como armas de fuego usadas, excedentes israelíes, y vienen con guardamanos cuadrados o circulares. The "Non-restricted" models have a 18,6 plg (47,2 cm) barrel with an overall length of 28,4 plg (72,1 cm) Los modelos "No restringidos" tienen un cañón de 470 mm (18,6 pulgadas) con una longitud total de 720 mm (28,4 pulgadas) y están disponibles como nuevos o excedentes.

## Usuarios

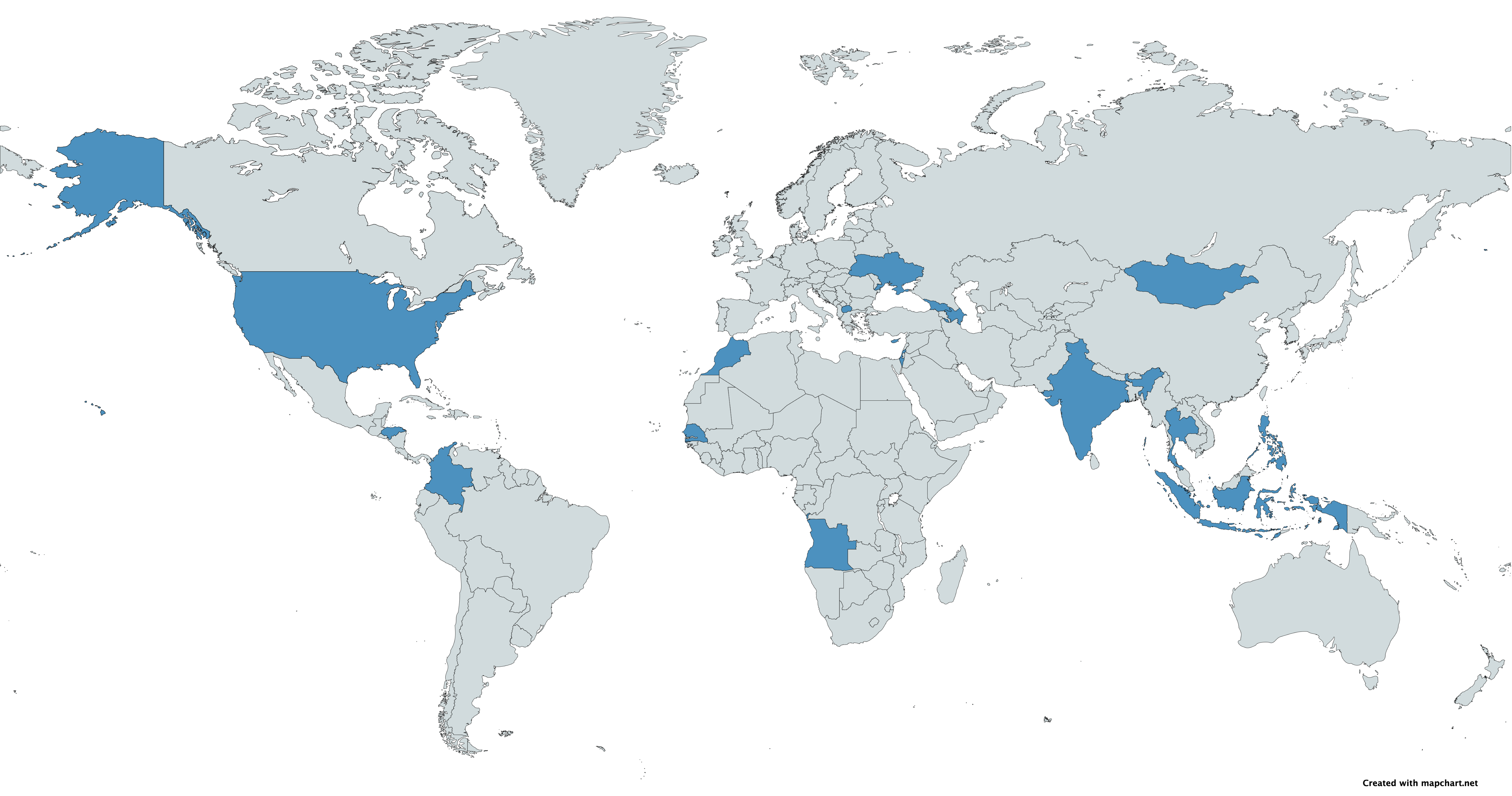
Un mapa con los usuarios de IWI Tavor X95 en azul.